# Waldburg-Capustigall

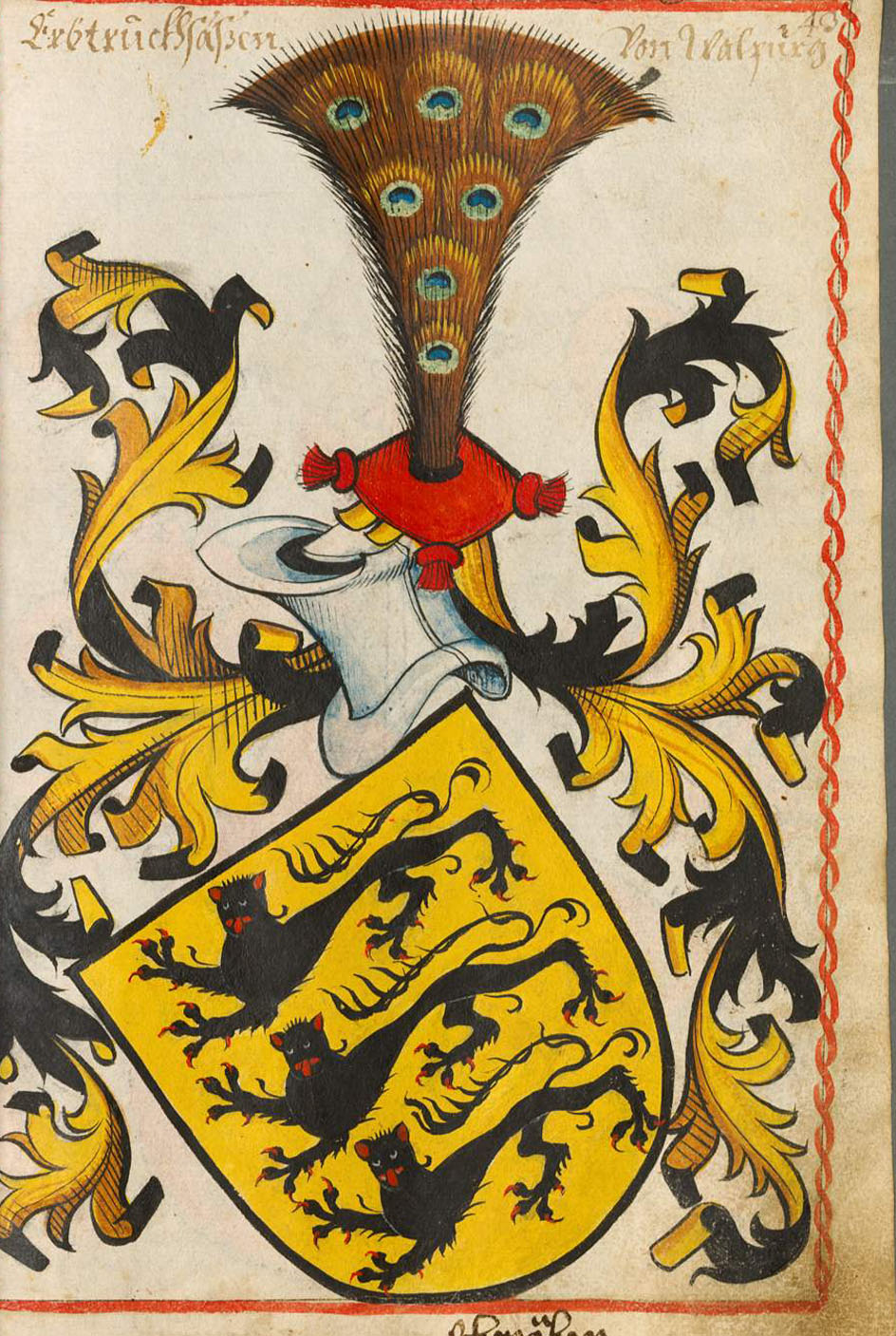
Wappen der Waldburg aus dem Scheiblerschen Wappenbuch von 1450–1480

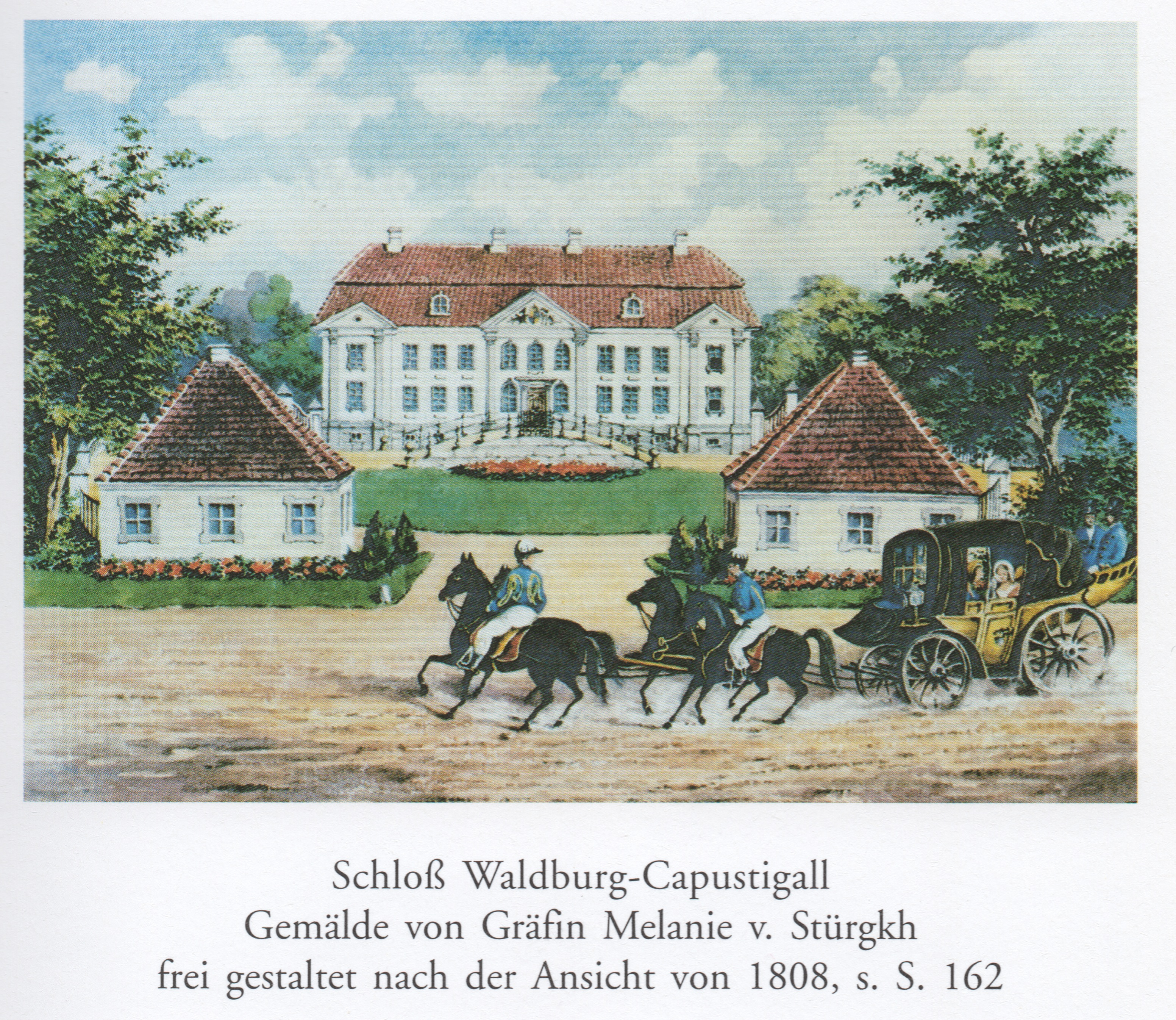
Schloss Waldburg-Capustigall

Das Haus Waldburg-Capustigall ist eine preußische Linie des süddeutschen Adelsgeschlechts Waldburg. Der Name leitet sich ab vom Sitz der Familie im ostpreußischen Capustigall (heute zu Pribreschny) in der Nähe der Stadt Königsberg in Preußen. Ab 1850 wurde der Ort meist Waldburg genannt.
Der erste preußische Truchsess zu Waldburg war der Deutschordensritter Friedrich von Waldburg (1494–1554), ein jüngerer Bruder des Wilhelm Truchsess von Waldburg, Herrn auf Trauchburg und Scheer. Friedrich war der Sohn von Truchsess Johann dem Älteren aus der Linie Waldburg-Trauchburg und der Gräfin Anna zu Oettingen. Er schloss sich wie viele Ordensritter der Reformation an und begründete so eine evangelische Linie des Hauses Waldburg, das ansonsten bis heute in allen Linien katholisch blieb. Mit seiner Ehefrau Anna von Falkenhayn hatte er die Kinder Johannes Jakob und Euphrosine.
Seine Nachfolger waren:
- Johannes Jakob, 1554–1585
- Wolfgang Heinrich, 1585–1637
- Johannes Albert, 1637–1655
- Abraham, 1637–1638
- Wolfgang Christoph (Reichsgraf 1686), 1643–1688
  - Karl Ludwig, 1685–1738
- Joachim Heinrich, 1655–1703
  - Friedrich Sebastian Wunibald, 1677–1745
- Otto Wilhelm I, 1703–1725
- Karl Friedrich, 1703–1722
- Otto Wilhelm II, 1725–1745

Bei dem aus Beethovens Biographie bekannten Grafen Truchsess-Waldburg handelt es sich um Friedrich Ludwig III. Graf Truchsess zu Waldburg (1776–1844), 1803–1808 württembergischer Gesandter in Wien, ab Mai 1808 in Kassel Oberhofmeister von Königin Katharina von Westfalen. Der Graf unterbreitete dem Komponisten im Oktober 1808 das Angebot, in Kassel die Kapellmeisterstelle am Hofe von Napoleons Bruder Jérôme Bonaparte zu übernehmen.
Der letzte Reichsgraf Otto Wilhelm II. vererbte seinen Besitz an die Linie Waldburg-Bestendorf, die Nachkommen eines jüngeren Bruders von Wolfgang Heinrich (1585–1637) waren.
Mathilde Gräfin Truchsess zu Waldburg (1813–1858) war verheiratet mit Burggraf Richard Friedrich zu Dohna-Schlobitten (1807–1894). Ihre Nachkommen, die Grafen zu Dohna-Schlobitten, verwalteten das Gut Waldburg bis zu ihrer Vertreibung im Zweiten Weltkrieg. Das Schloss wurde bis auf die Grundmauern zerstört, der Ort wurde nach dem Krieg nicht wiederbesiedelt.
Mathildes Vetter Gebhard, der letzte Waldburg-Capustigall, starb kinderlos 1875, womit die preußische Linie der Truchsessen zu Waldburg erlosch.

## Familienmitglieder
- Friedrich Ludwig II. Truchsess zu Waldburg (1741–1807), preußischer Generalmajor und Politiker aus dem Haus Waldburg-Capustigall